# Historie Arsenalu FC (1886–1966)
Historie Arsenalu FC mezi lety 1886 až 1966 zahrnuje období založení klubu, první etapu úspěchu (30. léta a konec 40. let, respektive počátek 50. let) a následný pád do středu tabulky v 60. letech.
Arsenal byl založen v roce 1886 jako dělnický klub z Woolwiche, z jihovýchodního Londýna. Posléze se v roce 1891 stal profesionálním klubem. O dva roky později se připojil k tehdejší Football League. Na počátku 20. století, v roce 1904, postoupil do First Division. Následkem finančních potíží v roce 1910 skoro zbankrotoval. Ve stejném roce Arsenal koupil Henry Norris. Aby pomohl po finanční stránce, nechal klub přesunout v roce 1913 na sever Londýna, na Arsenal Stadium. Po první světové válce Norris zařídil za podivných okolností přesun klubu zpět mezi elitu.
Nicméně až do jmenování Herberta Chapmana manažerem klubu se Arsenalu nepodařilo vyhrát významnou trofej. Poté nastalo první úspěšné období. Chapman zmodernizoval a přeměnil tréninky s taktikou. Pod ním, a pod jeho nástupcem, Georgem Allisonem, který se klubu ujal po smrti Chapmana v roce 1934, se Arsenalu podařilo ve 30. letech pětkrát vyhrát First Division a dvakrát triumfovat v FA Cupu. Na úspěšné období navázal po druhé světové válce Tom Whittaker, když dvakrát získal titul ve First Division a jeden FA Cup. Po Whittakerovi smrti klubu štěstí nepřálo. Od té doby až do roku 1966 hrál ve středu tabulky. Navíc se mu za 13 let nepodařilo získat žádnou trofej. Kvůli tomu byl klub donucen v roce 1966 vyhodit tehdejšího manažera Billyho Wrighta. Na jeho místo byl dosazen Bertie Mee a s ním se dostavilo další úspěšné období.

## Počáteční roky (1886-1910)

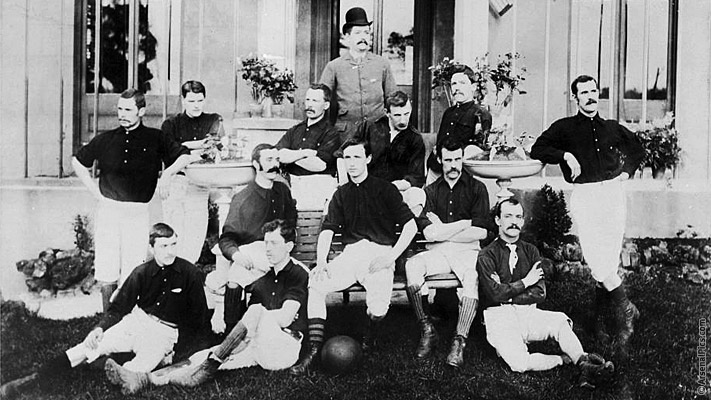
Sestava Royal Arsenalu ze sezóny 1888-89

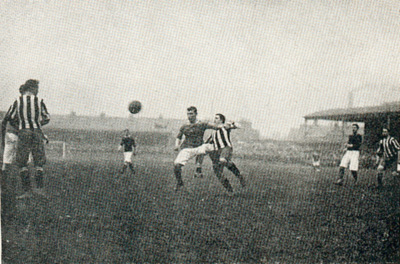
Woolwich Arsenal (v tmavých dresech) hrající proti Newcastelu United (pruhované dresy) v semifinále FA Cupu;— První semifinále klubu – na Victoria Ground, ve Stoke

Arsenal byl založen v roce 1886 jako Dial Square skupinou pracujících dělníků z Royal Arsenal. Jednalo se o továrnu na zbraně nacházející se ve Woolwichi, v jihovýchodní části Londýna. Hlavními zakládajícími členy byli Skot David Danskin, který mimochodem koupil klubu první míč, a Jack Humble. K nim dále patřil bývalý brankář Nottinghamu Forest Fred Beardsley, jenž později spolu s Morrisem Batesem získal od jeho bývalého klubu sadu červených dresů. Tak vznikly klubové barvy. Na dresech jsou k vidění dodnes.
První zápas odehrál Dial Square 11. prosince 1886 proti Eastern Wanderes. Utkání se hrálo na hřišti v Isle of Dogs a Dial Square vyhrál 6-0. Krátce poté, údajně na Štědrý den, byl klub přejmenován na Royal Arsenal. Zpočátku hrál na Plumstead Common. Brzy ale začal hledat alternativu. Před svým přesunem na Manor Ground v roce 1888 hrál na sousedním sportovním hřišti v Plumsteadu. Jelikož vybavení Manor Ground nebylo dostačující, přestěhoval se klub v roce 1890 na nedaleký Invicta Ground. O tři roky později se vrátil zpět na Manor Ground, protože pronájem za Invicta Ground byl příliš drahý.
Během tohoto období začal Royal Arsenal vyhrávat místní soutěže. V ročníku 1889-90 vyhrál jak Kent Senior Cup, tak London Charity Cup. Ve stejném roce si poprvé zahrál FA Cup. O rok později, v sezóně 1890-91, triumfoval v London Senior Cupu. Avšak propast mezi Arsenalem a profesionálními kluby ze severu Anglie se brzy stala evidentní. Klubu nyní hrozilo, že jeho hráči budou „zlanařeny“ na vysoké platy do některého z profesionálích týmů. Důkazem budiž zápas FA Cupu z roku 1891. Arsenal hrál proti Derby County. Jejich zástupci se po odehrání utkání pokusili podepsat se dvěma amatérskými hráči Arsenalu profesionální smlouvy. Rozhodnutí stát se v roce 1891 profesionálním klubem bylo mnoha amatérskými celky z jihu odsuzováno. Londýnská fotbalová asociace jim dokonce zakázala účast v místních soutěžích. Royal Arsenalu tedy zbývaly pouze přátelské zápasy nebo utkání v FA Cupu. Proto se pokusil založit ekvivalent k tehdejší Football League. S tímto pokusem však neuspěl. V roce 1893 se z klubu stala kapitálová obchodní společnost. Tím pádem měl dostatek financí na pořízení Manor Ground. Při této příležitosti se také přejmenoval na Woolwich Arsenal. V roce 1893 byl Woolwich Arsenal pozván do Football League, čímž byl zachráněn. Do té doby to s ním vypadalo chmurně. Arsenal se stal prvním klubem z jihu země, který hrál tehdejší ligu. Začínal v Second Division. V reakci na nastalou situaci klub opustili někteří amatérští hráči. Ti se nechtěli stát profesionály a chtěli zachovat původní dělnický klub. Proto vytvořili alternativní klub Royal Ordnance Factories, jenž ale neměl dlouhého trvání.
Woolwich Arsenal hrál v Second Division jedenáct sezón. Před jmenováním Harryho Bradshawa manažerem v roce 1889 hrál většinou o střed tabulky. Bradshaw přivedl do klubu několik hvězd jako byli brankář Jimmy Ashcroft (první anglický reprezentant hrající za Arsenal) a kapitán Jimmy Jackson. S jejich pomocí v ročníku 1903-04 vyhrál Second Division a postoupil tak do First Division. Nicméně ještě předtím, než Kanonýři odehráli v nejvyšší soutěži jediné utkání, se přesunul v květnu 1904 do Fulhamu. I přes některé dobré výkony předvedené v FA Cupu (semifinále v sezónách 1905-06 a 1906-07) se klubu nedařilo zatím bojovat o titul v lize. Mezi lety 1904 až 1913 se pouze dvakrát umístil lépe jak desátý.
Hlavní příčinou tohoto poklesu byly pokračující finanční problémy. Na počátku 20. století zažíval fotbal v Anglii rozmach. Návštěvnost na zápasech Arsenalu byla přesto zejména kvůli zeměpisné izolaci, nacházel se v relativně řídce osídlené oblasti Plumsteadu, malá. To mělo za následek nízké příjmy ze vstupného. Aby byl Woolwich Arsenal konkurenceschopný, musel prodat své největší hvězdy (Jimmy Ashcroft, Tim Coleman, Bert Freeman). Ani to ale nezastavilo postupný pád tabulkou, čímž se finanční problémy ještě zhoršily. Na konci desetiletí byla průměrná návštěva Manor Ground 11 000 diváků. Oproti roku 1904 se jednalo zhruba o polovinu. Klub byl blízko bankrotu. V roce 1910 se dostal do konkursu. Následně byl koupen konsorciem podnikatelů. Největším akcionářem mezi novými majiteli byl realitní magnát sir Henry Norris, jenž byl rovněž předsedou Fulhamu.
Za strádání může podle románu Tonyho Attwooda „Making the Arsenal“ zavření a následný přesun továrny na torpéda do Clyde v roce 1910. Mnoho dělníků totiž údajně přestalo chodit na zápasy Woolwich Arsenalu. Je zde také naznačeno, že poté, co se Norrisovi nepodařilo nalézt dohodu o sloučení s Fulhamem, se snažil, aby Woolwich Arsenal hrál střídavě s Fulhamem na Craven Cottage. Od tohoto plánu bylo nakonec opuštěno, když byl nucen souhlasit s tím, že klub od léta 1910 zůstane na Manor Ground nejméně další dvě sezóny.

## Přesun na Highbury (1910-25)
Norris si byl vědom problémů spojených s polohou Woolwich Arsenalu a zoufale se snažil zvýšit příjem klubu. Nejdříve se pokusil spojit Woolwich Arsenal s Fulhamem. To Football League nedovolila, a tak chtěl Norris klub přestěhovat. Nakonec vybral pozemek v Highbury, na severu Londýna. Navzdory námitkám jak fanoušků z Woolwiche, tak rezidentů z Highbury, se neunávně snažil přesun prosadit. Za výstavbu stadionu údajně zaplatil 125 000 £. V dnešní době by historická hodnota projektu činila 12 530 000 £, náklady na práci by stály 42 450 000 £ a hospodářské náklady projektu by byly 88 070 000 £. Stadion byl postaven na místě hřiště patřícímu teologické koleji. Navržen byl architektem Archibaldem Leitchem. V roce 1913 se sem klub přestěhoval. Sezónu 1912-13 skončil na posledním místě. Sestoupil tedy zpět do Second Division. V dubnu 1914 došlo ke změně jména klubu. Část „Woolwich“ byla nahrazena slovem „The“. Konečné podoby se název dočkal v listopadu 1919, kdy byl jednoduše zkrácen na „Arsenal“. V tisku byl však nadále používán název „The Arsenal“.
V roce 1919 se klub po kontroverzi připojil k First Division a to navzdory skutečnosti, že ročník 1914-15, poslední sezónu hranou před první světovou válkou, dokončil na šestém místě. Ve skutečnosti však Arsenal skončil o skóre na páté pozici. Football League tuto chybu opravila v roce 1975. Počet týmů hrající First Division byl zvýšen z 20 na 22. Nováčci byli vybráni valnou hromadou Football League. Zajímavostí je, že Chelsea, jenž v lize skončila na 19. místě a měla by sestoupit, dostala šanci hrál další sezónu First Division. Další místo mělo připadnout Tottenhamu (skončil dvacátý), Barnsley nebo Wolverhamptonu, kteří skončili třetí, respektive druzí v Second Division.
Místo toho se představitelé Football League rozhodli pro Arsenal, čímž dali přednost historii před zásluhami. Norris tvrdil, že klub vděčí za postup „dlouhé službě ligovému fotbalu“. Zároveň se z něj stal první tým z jihu Anglie, který hrál nejvyšší soutěž. Vedení Football League soulasilo. Osmnácti hlasy poslalo do First Division Arsenal, když jeho největší rival Tottenham obdržel osm hlasů. Důsledkem toho se dlouhodobá nesnášenlivost mezi oběma kluby prohloubila. Klub byl obviňován, že za postup mezi elitu vděčí zákulisním dohodám nebo dokonce úplatkářství ze strany sira Henryho Norrise. Jeho přítel, John McKenna, předseda Liverpoolu a Football League, doporučil posun Arsenalu valné hromadě.
Žádný přesvědčivý důkaz protiprávního jednání nebyl nikdy nalezen. Ačkoli další aspekty finančních transakcí Norrise, které nesouvisely s postupem do nejvyšší soutěže, tyto spekulace přiživily. V roce 1929 Norris rezignoval na pozici předsedy a z klubu odešel. Příčinou byl fakt, že byl Fotbalovou asociací shledán vinným z finančních nesrovnalostí. Norris zneužil svůj účet, když mu výnos z prodeje klubového autobusu šel přímo do kapsy. Bez ohledu na okolnosti postupu mezi nejlepší, je Arsenal od roku 1919 v nejvyšší soutěži dodnes. Jedná se o nejdelší sérii sezón strávenou mezi elitou. Rovněž je to anglický rekord.
Přesun klubu přinesl mnohem vyšší návštěvnost. Při první sezóně na Highbury činila průměrná návštěva 23 000 diváků, což oproti Manor Ground, kam v průměru přišlo na zápas 11 000 diváků, byl značný rozdíl. V roce 1919, kdy Arsenal postoupil do nejvyšší soutěže, návštěvnost dále rostla. Během finanční krize naopak zase klesla. Nicméně návrat Arsenalu do First Division nepřinesl ihned úspěch. Pod Lesliem Knightonem klub nikdy neskončil na lepším než devátém místě. V ročníku 1923-24 nechybělo mnoho a Arsenal by sestoupil do Second Division. Tehdy skončil devatenáctý s náskokem jednoho bodu na pásmu sestupu. Následující rok mizérie Arsenalu pokračovala. Skončil na dvacátém místě, ale tentokrát na tom byl paradoxně lépe. Měl sedm bodů náskok na pásmo sestupu. Tento neúspěch již byl pro Norrise poslední kapkou. V květnu 1925 vyhodil Knightona a na jeho místo přivedl dosavadního manažera Huddersfield Town, Herberta Chapmana.

## Chapmanova éra (1925-34)

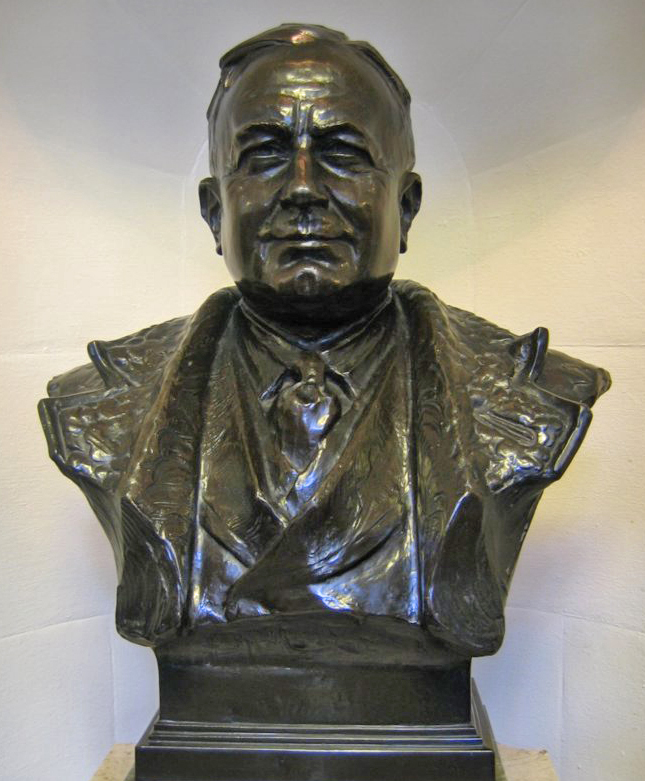
Chapmanovy úspěchy připomíná v mramorovém sále Arsenal Stadium bronzová busta

Chapman coby manažer změnil několik praktik. Nejdříve zmodernizoval tréninkové a rehabilitační metody. V srpnu 1928 nechal na dresy přidat čísla hráčů. Poté v březnu 1933 nechal změnit klubové barvy. Červené dresy doplnil bílými rukávy. Rovněž trval na tom, aby novináři při psaní článků o Arsenalu používali prostý název „Arsenal“, tedy bez určitého členu „The“. Dále vedl úspěšnou kampaň za přejmenování stanice londýnského metra „Gillespie Road“ na „Arsenal“. Současně měl k dispozici velkou sumu peněz vyčleněnou na přestupy. Peníze byly získány ze vstupného z nového stadionu a od Henryho Norrise. Dříve byl Norris velmi opatrným předsedou, ale nyní nařídil, aby byl kádr týmu i za předpokladu velkého utrácení, doplněn o nové posily.
Prvním Chapmanovým příchozím hráčem byl Charlie Buchan, který přišel ze Sunderlandu a v následujících letech hrál významnou roli. Poté, co byl Arsenal v říjnu poražen Newcastlem United 7-0, Buchan navrhl změnu rozestavení. Jednalo se o formaci „WM“, jenž je popisována jako 3–2–5 nebo 3–4–3, nebo přesněji 3–2–2–3. Obrana byla posílena tím, že střední obránci se posunuli více dozadu, zatímco krajní obránci se přemístili na křídlo. Postupem času Chapman toto rozestavení dále rozvinul. Velký důraz kladl na útočnou linii. Křídla přesunul více do středu hřiště. Za nimi vytvořil pozici pro tvořivého záložníka.
V první sezóně pod Chapmanem se Arsenal umístil na druhém místě v lize. V té době šlo zatím o nejlepší umístění v celé historii. Nicméně po několik dalších sezón hrál klub ve středu tabulky. Chapmanovi totiž chvíli trvalo než sestavil tým podle svých představ. Do svého nového systému přivedl hráče jako Joe Hulme, Jack Lambert, Tom Parker a Herbie Roberts. V ročníku 1926-27 se Arsenal probojoval do svého prvního finále FA Cupu. Poté, co brankář Arsenalu Dan Lewis pustil neškodně vypadající střelu za svá záda, podlehl Arsenal Cardiffu City 1-0. Dodnes je Cardiff City jediným klubem mimo Anglii, kterému se podařilo triumfovat v FA Cupu.
Chapmana neúspěch neodradil a dále pokračoval ve výstavbě týmu. Do klubu přivedl spolu s budoucím anglickým kapitánem Eddiem Hapgoodem tři výborné ofenzivní hráče - Davida Jacka, Alexe Jamese a Cliffa Bastina. Tvořivý záložník Alex James byl u fanoušků oblíben zejména kvůli své podpoře útočné fáze hry. Později byl označen za motor týmu. V sezóně 1929-30, tři roky po prvním finále FA Cupu, se Arsenal dostal do Wembley znovu. Tentokrát stál proti bývalému Chapmanově klubu, Huddersfieldu Town. Utkání se stalo pozoruhodným, protože v průběhu byli hráči „obtěžováni“ zvukem vydávaným obrovskou německou vzducholodí Graf Zeppelin. Arsenal nicméně zvítězil brankami Jamese a Lamberta 2-0 a získal tak svou první významnou trofej.
Dne 30. srpna 1930 se Arsenal podílel na vytvoření rekordu návštěvnosti na domácím stadionu Blackpoolu, Bloomfield Road. Na utkání se přišlo podívat 28 723 diváků. V následujících dvou sezónách znovu přispěl ke zvýšení rekordu, když na jejich utkání přišlo 29 576 a 30 218 lidí.
Jejich úspěch v FA Cupu byl pouze začátek dominance v tomto desetiletí. Poprvé Arsenal vyhrál First Division v ročníku 1930-31. Tehdy vedl souboj s Aston Villou nejen o to, který tým vstřelí nejvíc branek, ale hlavně o ligový titul. Dokázal porazit několik klubů rozdílem třídy. Jmenovitě se jednalo o výhry 7-1 nad Blackpoolem, 7-2 nad Leicesterem City a 9-1 nad Grimsby Town. Dodnes je tento počin nepřekonaným klubovým rekordem. Do konce sezóny zbývaly ještě dvě utkání a Arsenal měl již titul jistý. Za celý ročník se mu podařilo vstřelit 127 branek (další klubový rekord), zatímco Aston Ville se povedlo dát 128 gólů. Stále se jedná o rekord nejvíce vstřelených branek v jedné sezóně v nejvyšší soutěži.
Následující ročník, 1931-32, se Arsenal probojoval do finále FA Cupu znovu. Po kontroverzi podlehl Newcastelu United 2-1. Nejdříve se londýnský klub zásluhou Boba Johna ujal vedení 1-0. Newcastle poté vyrovnal gólem, který neměl být uznán. Míč se dostal ve velkém vápně za brankovou čáru (měl být zahráván odkop od branky), ale hra po zpětné přihrávce krajního záložníka Newcastelu Jimmyho Richardsona pokračovala a na malém vápně již Jack Allen neměl problém za Magpies vyrovnat. Allen dokonal obrat ve druhém poločase, kdy se mu podařilo skórovat znovu. Frustrace Arsenalu byla ještě podtržena ztrátou ligového titulu. Slabý začátek Arsenalu znamenal, že své soupeře po většinu sezóny doháněl. Nakonec prohrál souboj o titul o dva body s Evertonem.
Následující sezónu se nicméně Arsenal vrátil zpět na vrchol, když vyhrál svůj druhý titul v lize. Úvod sezóny byl ze strany londýnského klubu rozpačitý, ale poté dokázal zvítězit několikrát v řadě. Tím se dotáhl na svého konkurenta v ligovém boji, Aston Villu. Doma na Highbury ji v dubnu porazil 5-0 a zajistil si tak triumf v lize. V té době již někteří hráči, jenž přivedl do klubu Chapman zestárli, a tak s vidinou budoucnosti Champan přesunul George Malea, který nahradil Toma Parkera, do prvního týmu. Místo Davida Jacka přivedl do klubu Raye Bowdena. Jediná nepříjemnost v celém ročníku byla prohra v FA Cupu s neznámým Walsallem ze třetí divize. Pět hráčů prvního týmu nemohlo do utkání nastoupit z důvodu zranění nebo chřipky. Jejich místa zaujali hráči rezervy a navzdory skutečnosti, že v sestavě bylo šest hráčů prvního týmu Arsenal prohrál 2-0 v jednom z nejvíce překvapujícím zápase FA Cupu všech dob. Jeden z náhradníků, Tommy Black, byl na vině zvlášť kvůli zaviněné penaltě. O týden později ho rozzuřený Chapman prodal do Plymouthu Argyle. Podobně dopadl útočník Charlie Walsh, který byl prodán do Brentfordu týden nato.

## Ligový hattrick (1934-39)

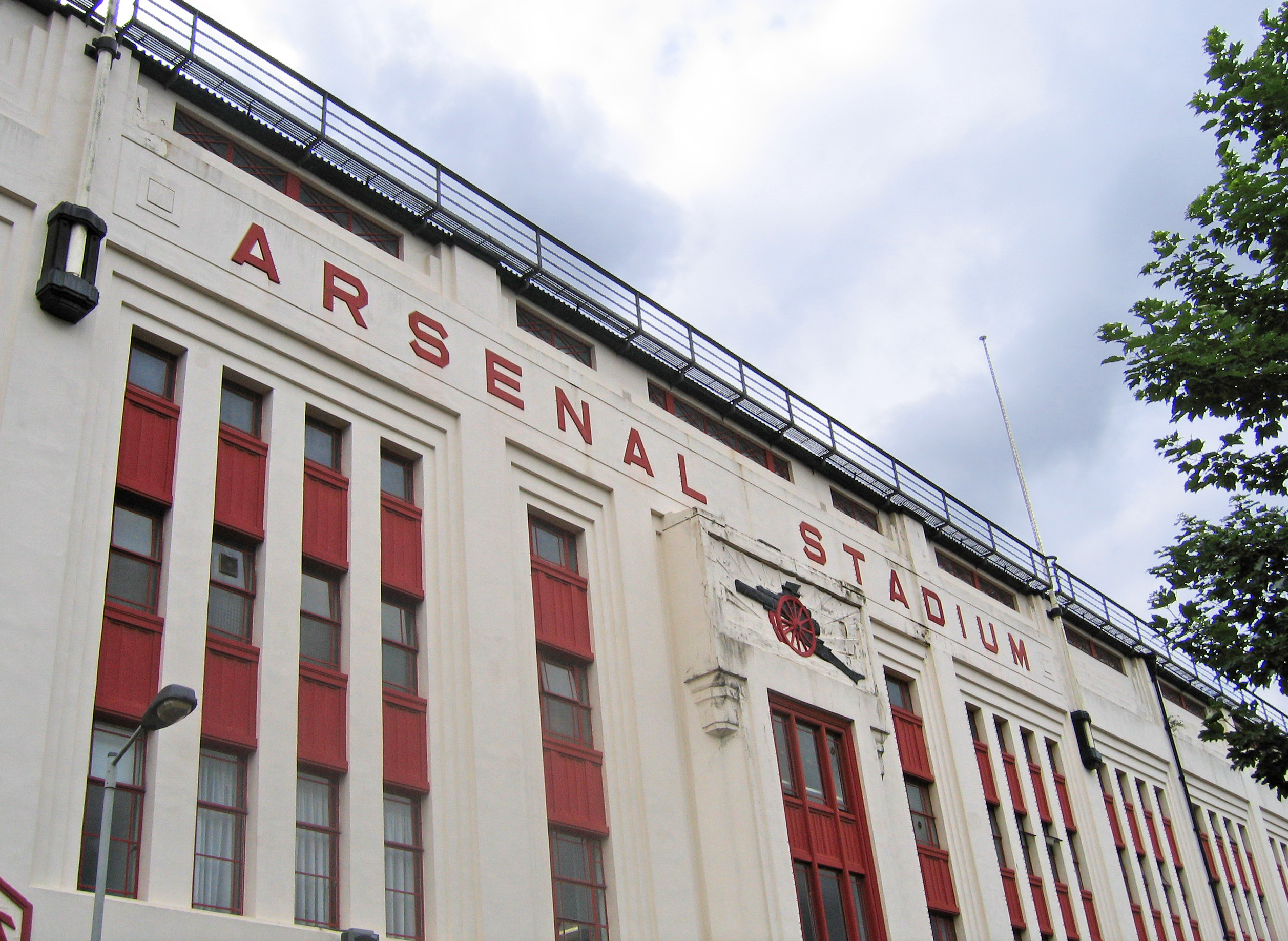
Tribuna East Stand byla na Arsenal Stadium postavena v roce 1936

Arsenal začal sezónu 1933-34 solidně. Avšak v lednu 1934 Herbert Chapman náhle zemřel na zápal plic. Navzdory tomu se Arsenalu pod dočasným manažerem Joem Shawem podařilo obhájit titul. Hulme a James byli po většinu času zranění, takže klub nebyl v útočné fázi tak efektivní jako v předchozím ročníku. Podařilo se mu vstřelit 75 branek, což je oproti minulé sezóně, kdy vstřelil 118 branek, rozdíl.
V létě 1934 se pozice manažera ujal bývalý ředitel klubu George Allison. Brzy přivedl do klubu novou krev. Chapman zahájil jednání o přestupu Jacka Craystona a Wilfa Coppinga, která Allison dokončil po jeho jmenování manažerem. Dále do klubu přišel útočník Ted Drake. S novými tvářemi Allison dokončil v sezóně 1934-35 ligový hattrick. Klub patřil, co se týče útočné hry, k nejlepším. Drake vstřelil rekordních 42 ligových branek. Arsenal zaznamenal řadu jednoznačných výher tak, jako v ročníku 1930-31, když porazil 7-0 Wolverhampton, 8-1 Liverpool a dvakrát si připsal výhru 8-0 nad Leicesterem City a Middlesbrough. V listopadu 1934 dosahovala útočná síla Arsenalu takových rozměrů, že sedm hráčů kádru nastoupilo za Anglii proti tehdejším mistrům světa z Itálie v zápase zvaném „Bitva o Highbury“. Anglie zvítězila 3-2 a dodnes se jedná o nejvyšší počet hráčů z jednoho klubu, který kdy nastoupil k zápasu národního týmu.
Úspěch Arsenalu do ochozů stadionu přiváděl stále více příznivců. Highbury bylo kompletně přestavěno. Původní tribuny navržené Archibaltem Leitchem z roku 1913 byly zbourány. Na jejich místo byly postaveny nové tribuny ve stylu Art deco, jejichž části jsou k vidění dodnes. Fasáda tribuny East Stand má status druhého stupně na seznamu budov zvláštního architektonického nebo historického významu. Proto spolu s fasádou protější tribuny nebyly zbourány, nýbrž jsou součástí bytového komplexu, který na Highbury vznikl po přestěhování na Emirates. Na tribuny North Bank a Clock End byla nainstalována střecha. Nejvyšší návštěva na novém stadionu byla naměřena 9. března 1935 v zápase proti Sunderlandu. Utkání tehdy vidělo 73 295 diváků.
Dominance Arsenalu v tomto desetiletí byla podtržena druhým triumfem v FA Cupu. V ročníku 1935-36 porazil Arsenal Drakeovou brankou Sheffield United 1-0. Po triumfu v lize v sezóně 1934-35 se klub začal postupně propadat. Za následek je to přičítáno zejména odchodu Alexe Jamese do fotbalového důchodu, jehož vedení nebylo schopno adekvátně nahradit, a dlouhodobým zranění hráčů jako Herbie Roberts a Joe Hulme. Nicméně v ročníku 1937-38 Arsenal získal svůj pátý ligový titul, když v posledním ligovém kole porazil Wolverhampton a dovršil tak své úspěšné období.

## Druhá světová válka (1939-45)
Brzy po vypuknutí druhé světové války v roce 1939 byl veškerý profesionální fotbal v Británii pozastaven. Sezóna 1939-40 byla proto Football League anulována. Highbury bylo zabaveno a používáno jako stanice ARP. Za Clock Endem působila letka balónů. Během Blitzu byla tribuna North Bank poškozena bombardováním. Byla zničena střecha a šrot, jenž se nacházel na tribuně, zachvátil požár. Protože bylo Highbury uzavřeno, hrál Arsenal svá domácí utkání na White Hart Lane, což je domácí stánek jeho největšího rivala, Tottenhamu Hotspur. Zápasy hrané v období války se do oficiálních statistik nepočítají. Soutěže se často hrály na regionální úrovni a týmy celou sezónu ani nedokončily. Důvodem byla skutečnost, že mnoho fotbalistů sloužilo v armádě jako trenéři a instruktoři. Po dlouhou dobu tedy byli mimo své kluby. Běžně byli tito hráči k vidění jako hostující v jiných týmech. V sezóně 1942-43 Arsenal zvítězil ve Football League War Cupu. V letech 1939-40, 1941-42 a 1942-43 vyhrál tituly z London League nebo Southern League. Účast v London league vedla v roce 1941 spolu s dalšími čtrnácti kluby k vyhnání z Football League. V dubnu 1942 byli po projevení lítosti a zaplacení deseti liber přijati zpět.
V listopadu 1945 byla ligová soutěž stále pozastavena, a tak byl Arsenal jedním z týmů, které si zahrály přátelské utkání proti Dynamu Moskva na jeho turné po Británii. Mnoho hráčů Arsenalu stále sloužilo v armádě různě po světě. Proto z důvodu nedostatku hráčů klub využil služby jiných šesti fotbalistů jako byli například Stanley Matthews a Stan Mortensen. To vedlo Dynamo k prohlášení, že hráli proti Anglii, přestože tři hráči v sestavě Arsenalu byli ve skutečnosti z Walesu. Dynamo mělo zase v týmu Vsevoloda Bobrova, jenž hostoval z CSKA Moskva. Výkop zápasu proběhl za silné mlhy na White Hart Lane a technicky zdatnější Dynamo vyhrálo 4-3 poté, co Arsenal o poločase vedl 3-1.
I když na výsledku zápasu byla nalezena shoda, informace o jeho průběhu se již rozcházejí. Dokonce i totožnost střelců gólů je sporná. Podle zpráv z Anglie hrálo Dynamo zápas v jednu chvíli s dvanácti hráči v poli. Na rozhodčího vyvolávali tlak, aby utkání ukončil. To se dělo, když Dynamo prohrávalo. Na oplátku Sověti obvinili Arsenal z přetrvávající nečestné hry a obvinili George Allisona z toho, že si na výsledek zápasu vsadil. Později toto prohlášení Dynamo odvolalo. Zahořkost vzniklá po utkání inspirovala v roce 1945 George Orwella k napsání sloupku „The Sporting Spirit“, v němž se slavně vyjádřil k povaze sportu. Podle jeho názoru se jednalo o „válku bez střílení“. Jelikož po většinu zápasu byla na trávníku mlha, která bránila pohledu na všechny akce, nemluvě o jazykové bariéře a počátku Studené války, je dnes velmi nepravděpodobné, že se na tuto věc někdy objeví nezaujatý pohled.

## Poválečné období (1945-66)

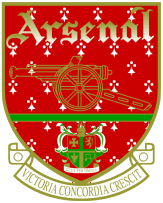
Znak s červeným pozadím Arsenal přejal v roce 1949 a používal ho až do roku 2002

Válka si vyžádala životy devíti hráčů prvního týmu Arsenalu. Jednalo se o ztrátu nejvyššího počtu hráčů jakéhokoli klubu hrající nejvyšší soutěž. Zároveň válka zkrátila kariéry hráčům, jako byli Bastin a Drake. Kromě toho dluhy vzniklé výstavbou Highbury a jeho opravou válečných škod vznikla klubu velká finanční zátěž. Proto měl Arsenal po znovu zahájení nejvyšší soutěže v roce 1946 problémy. Ve dvou hraných zápasech třetího kola FA Cupu v sezóně 1945-46 prohrál celkovým skóre 6-1 s West Hamem United. V lize v ročníku 1946-47 skončil na třináctém místě, což bylo nejhorší umístění za posledních 17 let. Na konci této sezóny se George Allison rozhodl odejít z fotbalu. Jeho místo zaujal bývalý Allisonův asistent Tom Whittaker. Whittaker byl dlouhodobým zaměstnancem klubu. Trénoval již pod Chapmanovým vedením.
Pod Whittakerem nastal okamžitý úspěch. Arsenal vyhrál ligový titul v ročníku 1947-48 o sedm bodů. Největší zásluhu na tom měl kapitán Joe Mercer, který byl prvotřídním obráncem, a Reg Lewis s Ronniem Rookem, od nichž přicházela spousta branek. Od října až do vyvrcholení sezóny se potom klub nacházel na první pozici. Vzhledem ke stáří několika hráčů (Rookeovi a Mercerovi bylo přes třicet let stejně jako Denisovi a Lesliemu Comptonovi) nebyl dlouhodobý úspěch možný. V reakci na to přivedl Whittaker do klubu několik mladších hráčů jako byli Doug Lishman, Alex Forbes a Cliff Holton. Přesto se Arsenal nebyl s to v ligovém boji udržet. Nicméně v sezóně 1949-50 se mu již s novými hráči podařilo triumfovat v FA Cupu. Arsenal porazil Liverpool 2-0, když obě branky vsítil Reg Lewis.
V ročníku 1951-52 moc nechybělo k tomu a klub se mohl radovat z vítězství Doublu. Nakonec však zůstal s prázdnýma rukama. Za to mohla série zranění a nabitý program. Poslední dva ligové zápasy totiž klub prohrál, včetně přímého souboje s největším konkurentem v boji o titul, s Manchesterem United. Na Old Trafford mu podlehl v posledním ligové kole. Prohra 6-1 znamenala konečné třetí místo. Před Arsenal se ještě o skóre dostal jeho úhlavní rival Tottenham Hotspur. O týden později hrál klub finále FA Cupu proti Newcastelu United. Do prvního týmu se vrátilo pár ne úplně zotavených hráčů. Walley Barnes musel v 35. minutě odejít kvůli problému s kolenem ze hřiště (tehdy nebylo povoleno žádné střídání), a tak Arsenal pokračoval v deseti lidech. Další zranění na sebe nenechala dlouho čekat. Holton, Roper a Daniel utrpěli rovněž zranění. Arsenal tedy dohrával se sedmi zdravými hráči v poli. Zejména proto Newcastle vyhrál brankou George Robledoa 1-0.
Navzdory zklamání z předchozích sezón Arsenal vyhrál v sezóně 1952-53 svůj sedmý ligový titul. Jednalo se o jeden z vůbec nejtěsnějších soubojů. Preston North End měl na konci ročníku stejný bodový zisk jako Arsenal, ale prohrál o skóre. Poté, co Arsenal prohrál v předposledním kole s Prestonem na Deepdale 2-0, to vypadalo, že titul získá Preston. Avšak v posledním zápase sezóny porazil Burnley 3-2, když prohrával, a stal se tak mistrem. Tento úspěch byl po dalších 17 let poslední trofejí, kterou získal. Po náhlém úmrtí Toma Whittakera v říjnu 1956 se klub začal propadat.
Jelikož již klub nebyl tak úspěšný, přivést do týmu hvězdy byl náhle problém (velšský reprezentační brankář Jack Kelsey budiž výjimkou). Hráči jako David Herd odcházeli do úspěšnějších klubů. Jack Crayston a George Swindin, oba bývalí hráči, pokračovali ve Whittakerově práci, ale nedokázali zopakovat jeho úspěch. Arsenal obvykle obsazoval místa uprostřed tabulky, takže třetí místo ze sezóny 1958-59 a dvě pátá místa z let 1955-56 a 1956-57, mohou být považována za úspěch té doby. Stejně tak neměl mnoho štěstí v FA Cupu. V sezóně 1951-52 se probojoval do finále. Od té doby až do ročníku 1970-71 se dál než do čtvrtfinále nedostal. A aby byla situace pro klub ještě horší, jeho největší rival Tottenham Hotspur vyhrál v ročníku 1960-61 Double.
V roce 1962 učinil Arsenal smělý, nýbrž neúspěšný krok, když na pozici manažera jmenoval bývalého anglického reprezentanta a bývalého kapitána Wolverhamptonu Billyho Wrighta. Wright měl jen velmi malé zkušenosti s trénováním a v podstatě žádnou zkušenost s prací v klubu jakým byl Arsenal. Stejně jako jeho dva předchůdci, ani Wright nebyl nijak úspěšný. Nicméně pod jeho vedením klub debutoval na evropské scéně. V ročníku 1963-64 absolvoval Veletržní pohár. Kvalifikoval se do něj o rok dříve, když v lize skončil na sedmé pozici. Ve Wrightově poslední sezóně, 1965-66, se Arsenal umístil na čtrnáctém místě, což bylo nejhorší umístění za 36 let. K tomu ještě byla 5. května 1966 na Highbury naměřena nejnižší návštěva vůbec. Na utkání proti Leedsu United se přišlo podívat 4 554 diváků. Jediným hráčem Arsenalu, jenž se podílel na vítězství Anglie na mistrovství světa v roce 1966 byl George Eastham. Ten navíc nehrál v každém utkání Anglie v turnaji. Vedení Arsenalu v létě 1966 propustilo Wrighta a na jeho místo přivedlo fyzioterapeuta Bertieho Meea. To, že je Mee fyzioterapeut, vedení v té době nevědělo. Během následujících pěti let Mee dovedl klub k úspěchu jak v Evropě, tak na domácí scéně.